# Pterynopsis
Pterynopsis is een geslacht van uitgestorven weekdieren uit de klasse van de Gastropoda (slakken).

## Soorten
- Pterynopsis prosopeion E.H. Vokes, 1972 †
- Pterynopsis subcontabulata (Millet, 1854) †